# صموئيل باريت
صموئيل باريت (بالإنجليزية: Samuel Barrett)‏ هو عالم إنسان ومنتج أفلام أمريكي، ولد في 1879، وتوفي في 1965.